# Johann Christoph Frölich von Frölichsburg

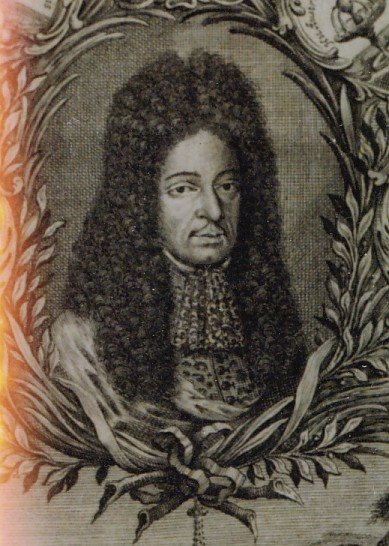
J. Chr. Frölich v. Frölichsburg - Ausschnitt aus dem Titelblatt der Nemesis

Johann Christoph Frölich von Frölichsburg (* 1657 in Innsbruck; † Mai 1729 ebenda) war ein österreichischer Strafrechtsgelehrter. Er entstammte einer alteingesessenen Innsbrucker Familie. Nach der Absolvierung des Studiums der Rechte an der Alma Mater in Innsbruck wirkte er in seiner Heimatstadt als Advokat. Nach einem längeren Aufenthalt in Wien kehrte er 1683 wieder nach Tirol zurück und wurde Stadt- und Lehenrichter in Rattenberg.
Im Jahre 1695 übernahm er an der Universität Innsbruck zuerst den Lehrstuhl der Institutionen, dann, drei Jahre später, den Lehrstuhl für Pandekten und Lehenrecht. Er war zweimal Rektor und sechsmal Dekan. Frölich war stark von der italienischen Rechtslehre beeinflusst, auch waren ihm die dortigen Standardwerke im Original bestens geläufig, zum Teil hatte er sie sogar ins Deutsche übersetzt.
Mit diesem Grundwissen ausgestattet, und aufbauend auf die Tiroler- und Niederösterreichische Landesordnung sowie auf die Halsgerichtsordnung Karls V., entwarf er 1696 „für die mit Criminalsachen beladenen Obrigkeiten“ einen Leitfaden für den Strafprozess, der unter dem Titel Nemesis Romano-Austriaco-Tyrolensis im Süddeutschen Raum weite Verbreitung fand und wiederholt aufgelegt wurde. Dieses Werk und der nachfolgende Kommentar zur Peinlichen Halsgerichtsordnung Karls V. hat die Rechtsprechung in Strafsachen wesentlich beeinflusst und zu mehr Rechtssicherheit geführt, da die Richter mit diesem Werk auch für jene Delikte, bei denen sie nach freiem Ermessen urteilen konnten, erstmals eindeutige Richtlinien erhielten.
1702 wurde Frölich von Frölichsburg in den Adelsstand erhoben. Als ihn 1706 die Regierung zum Regimentsrat ernannte, verließ er die Universität und widmete sich der Landesverwaltung. Er wurde bald Kanzleramtsverwalter, 1724 ernannte ihn Kaiser Karl VI. schließlich zum Kanzler von Tirol.
In der Literatur wird von Frölichsburg als „menschlich fühlender Strafjurist“ bezeichnet, der in seinem Kommentar vor einem exzessiven Einsatz der Folter warnte, ohne freilich von dieser Art der „Wahrheitsfindung“ gänzlich abzurücken.
Wie Carpzov, so war auch Frölich noch im Hexenglauben seiner Zeit verfangen. Es kann ihm jedoch als Verdienst angerechnet werden, dass er den mit der Durchführung der Kriminalprozesse betrauten Obrigkeiten nahelegte, bei der Anwendung der Folter größtmögliche Vorsicht walten zu lassen, „sodass es gleichsamb unmöglich fallet, jemand Unschuldigen zu verfellen.“ Die Salzburger Zauberbubenprozesse, denen vorwiegend bettelnde Kinder zum Opfer fielen, betrachtete er als rechtlich unbedenklich.
Laut Kataster von 1780 war Frölich von Frölichsburg Eigentümer des Hauses Innstraße 23 in Innsbruck. Er starb im Mai 1729 im Alter von 72 Jahren.

## Werke

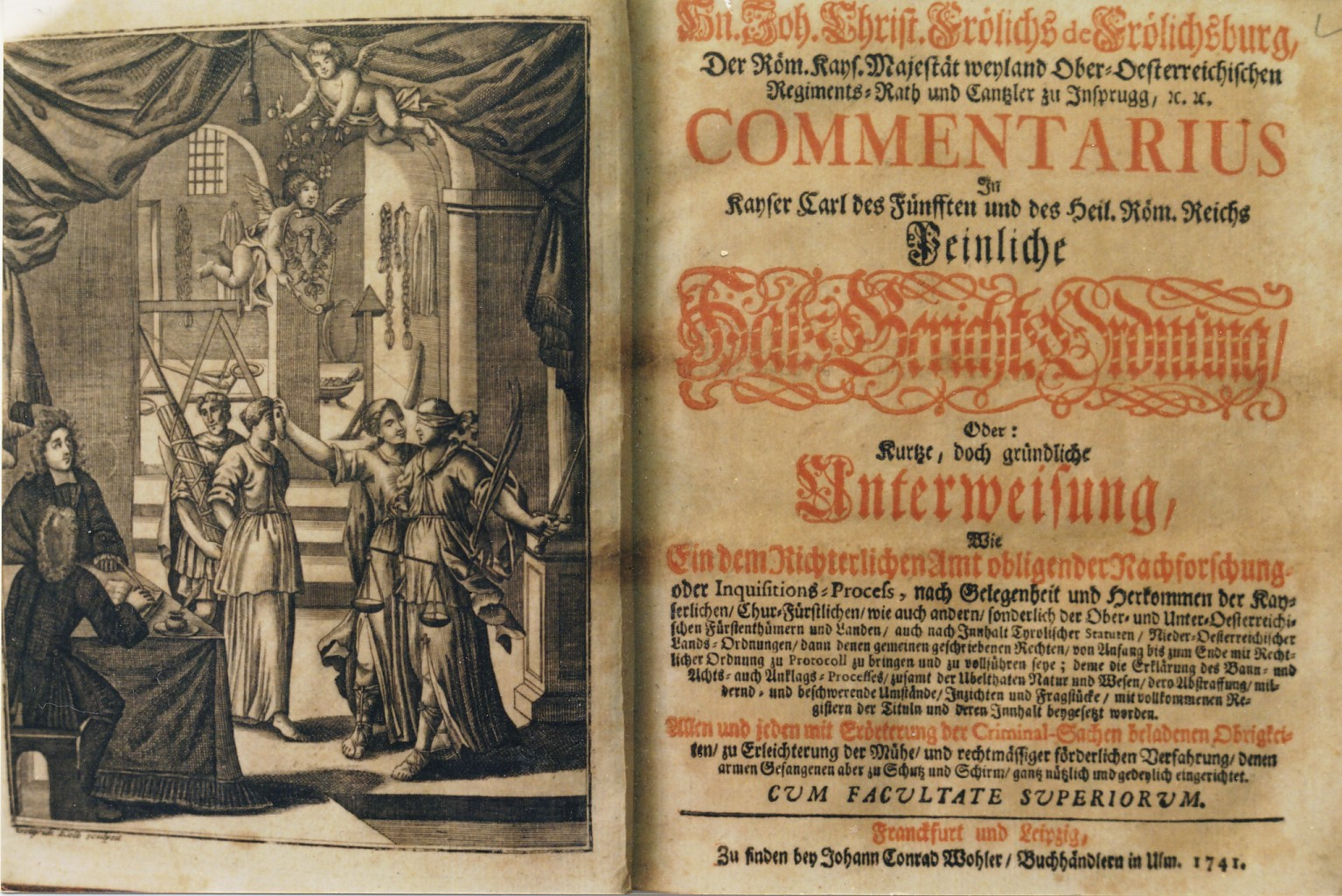
Titelblatt von Frölichs Kommentar zur Peinlichen Halsgerichtsordnung Karl V.

- Nemesis romano-austriaco-tyrolensis. [Das ist kurtze, doch gründtliche Unterweisung, wie ain dem Richterlichen Ambte obligender Nachforschungs: oder Inquisitions-Process, nach Gelegenheit und Herkommen der OÖ: und VÖ: Fürstentumb und Landen, auch Innhalt der Tyrolischen Statuten, Nider-Österreichischer Land: und Peinlicher Hals-Gerichts-Ordnung Carl des Fünfftens, dann gemeinen geschribenen Rechten vom Anfang bis zum Ende mit rechtlicher Ordnung zu Protocoll zu bringen und zu vollführen seye. Getruckt zu Innsbruck durch Jacob Christoph Wagner, Kaiserlicher Hof-Buchdrucker, 1696]. Digitalisat: MDZ Münchener Digitalisierungszentrum Digitale Bibliothek
- Tractatus iuridicus de diversis ac temporalibus praescriptionibus statutariis Tyrolensibus, [Kempten 1702].
- Commentarius in Kayser Carl deß Fünfften und deß H. Röm. Reichs Peinliche Hals-Gerichts-Ordnung. Innsbruck 1709 (oft nachgedruckt, z. B. Frankfurt 1714; Frankfurt/Leipzig 1759, Dip. DCCXXXI).
- Handschriften: Instruction vor aine Lanndtgerichtsobrigkheit (Universitäts- und Landesbibliothek Tirol, Cod. 858; Cod. 1120). - De processu summario (Universitäts- und Landesbibliothek Tirol, ULBT, Cod. 1121).